# Візова політика Узбекистану
Візова політика Узбекистану (узб. Oʻzbekistonning viza siyosati / Ўзбекистоннинг виза сиёсати) один з напрямків зовнішньої політики цієї країни.

## Карта

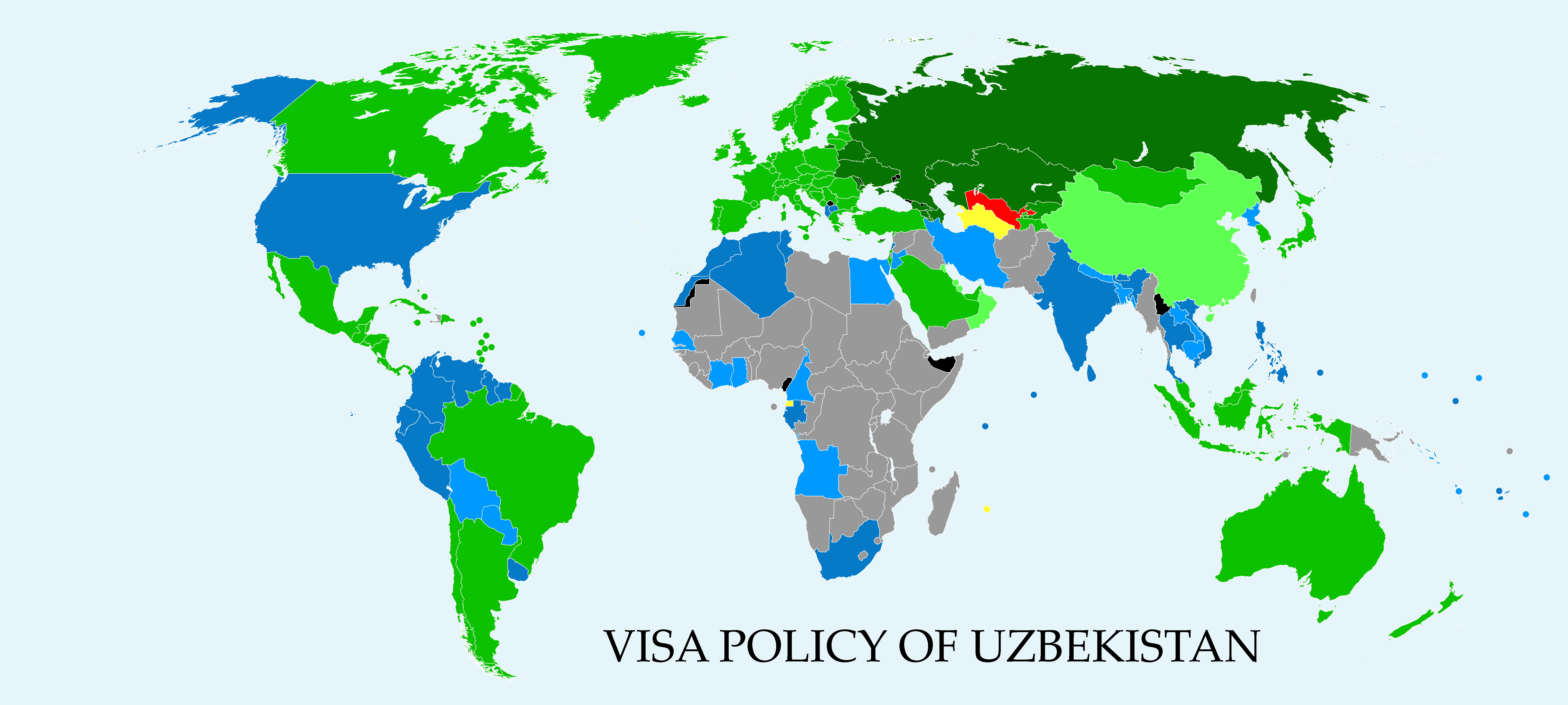
Візова політика Узбекистану
Узбекистан
Не потрібна віза (90 днів)
Не потрібна віза (60 днів)
Не потрібна віза (30 днів)
Електронна віза та транзит без візи
Електронна віза
Транзит без візи
Потрібна віза

## Не потрібна віза
Громадяни наступних 17 країн можуть відвідати Узбекистан без візи:
| - Азербайджан - Білорусь - Вірменія - Грузія | - Казахстан - Молдова - Росія - Україна |  |

| - Киргизстан |

| - Ізраїль - Індонезія - Малайзія - Південна Корея | - Сінгапур - Таджикистан - Туреччина - Японія |  |

- Туркменистан — жителі Дашогузької та Лебапській області Туркменістану мають право в'їжджати на Хорезмську та Бухарську області Узбекистану, а також на ряд прикордонних районів Кашкадар'їнської області та Автономної Республіки Каракалпакстан Узбекистану без візи строком до 3 днів протягом місяця, під час Уараза-байрам і Курбан-байрам безвізовий в'їзд дозволено два рази на місяць, але не більше 7 днів[1].

Безвізовий режим також поширюється на власників дипломатичних паспортів Бразилії, Китаї та В'єтнаму. Був підписаний у лютому 2017 року угоду про взаємних безвізових поїздок для власників дипломатичних паспортів з Кувейтом і досі не ратифікований. 

## Спрощена візова політика
Відвідувачі з правомочних країн і територій можуть отримати багаторазові візи на термін до 1 місяця і не вимагає туристичний ваучер або запрошення з Узбекистану. Візи видаються протягом наступних 2 робочих днів. Спрощена форма візової політики поширюється громадянам наступних країн:
| - Громадяни всіх країн Європейського Союзу (за винятком Кіпру) - Австралія - Албанія - Андорра - Боснія і Герцеговина - Ватикан - Гонконг - Канада - КНР - Індія - Ісландія - Кувейт - Ліхтенштейн | - Монако - Нова Зеландія - Норвегія - ОАЕ - Оман - Північна Македонія - Сан-Марино - Саудівська Аравія - Сербія - США - Таїланд - Чорногорія - Швейцарія |  |

Візову анкету можна заповнити онлайн, роздрукувати і подати через дипломатичну місію. Транзитна віза також доступна для всіх національностей на строк до 72 годин, для яких немає запрошення або туристичного ваучера не потрібно.
Власники підтвердження візи (штампа), видана Міністерством закордонних справ Узбекистану, можуть отримати візи по прильоту в Ташкентський Міжнародний аеропорт. Узбекистан планує ввести систему електронних віз з 1 липня 2018. В Узбекистані планується ввести 72-годинний безвізовий транзит з 1 травня 2018 року. Список країн буде затверджено постановою Уряду.